# Daniel Richardsson
Jan Olof Daniel Richardsson (Hudiksvall, 15 maart 1982) is een Zweeds oud-langlaufer. Hij vertegenwoordigde zijn vaderland op de Olympische Winterspelen 2010 in Vancouver, op de Olympische Winterspelen 2014 in Sotsji en op de Olympische Winterspelen 2018 in Pyeongchang.

## Carrière
Richardsson maakte in februari 2004 in Umeå zijn wereldbekerdebuut, twee jaar later scoorde hij in Mora zijn eerste wereldbekerpunten. Op de wereldkampioenschappen langlaufen 2009 eindigde de Zweed als twintigste op de 15 kilometer klassieke stijl en als eenendertigste op de 50 kilometer vrije stijl, op de 4x10 kilometer estafette eindigde hij samen met Johan Olsson, Mathias Fredriksson en Marcus Hellner op de zesde plaats. Enkele weken na de wereldkampioenschappen eindigde Richardsson in Oslo voor de eerste maal in zijn carrière in de top tien van een wereldbekerwedstrijd. In Toblach boekte de Zweed, tijdens de Tour de Ski 2009/2010, zijn eerste wereldbekerzege, in het eindklassement van de Tour de Ski eindigde hij op de achtste plaats. Tijdens de Olympische Winterspelen van 2010 in Vancouver eindigde Richardsson als zevende op de 50 kilometer klassieke stijl, als 22e op de 15 kilometer vrije stijl en als 23e op de 30 kilometer achtervolging. Samen met Johan Olsson, Anders Södergren en Marcus Hellner veroverde hij de gouden medaille op de estafette.
In Oslo nam hij deel aan de wereldkampioenschappen langlaufen 2011. Op dit toernooi eindigde hij als zevende op de 50 kilometer vrije stijl, als 27e op de 30 kilometer achtervolging en als 42e op de 15 kilometer klassieke stijl. Op de estafette legde hij samen met Johan Olsson, Anders Södergren en Marcus Hellner beslag op de zilveren medaille. Op de wereldkampioenschappen langlaufen 2013 in Val di Fiemme eindigde de Zweed als tiende op zowel de 15 kilometer vrije stijl als de 50 kilometer klassieke stijl, op de 30 kilometer skiatlon eindigde hij op de achttiende plaats. Samen met Johan Olsson, Marcus Hellner en Calle Halfvarsson sleepte hij de zilveren medaille in de wacht op de estafette. Tijdens de Olympische Winterspelen van 2014 in Sotsji veroverde Richardsson de bronzen medaille op de 15 kilometer klassieke stijl, daarnaast eindigde hij als zevende op de 30 kilometer skiatlon en als achtste op de 50 kilometer vrije stijl. Op de estafette werd hij samen met Lars Nelson, Johan Olsson en Marcus Hellner olympisch kampioen.
In Falun nam hij deel aan de wereldkampioenschappen langlaufen 2015. Op dit toernooi eindigde hij als negende op de 50 kilometer klassieke stijl en als dertiende op de 15 kilometer vrije stijl. Samen met Johan Olsson, Marcus Hellner en Calle Halfvarsson behaalde hij de zilveren medaille op de estafette. Op de wereldkampioenschappen langlaufen 2017 in Lahti eindigde de Zweed als dertiende op de 15 kilometer klassieke stijl en als 23e op de 30 kilometer skiatlon. Op de estafette legde hij samen met Johan Olsson, Marcus Hellner en Calle Halfvarsson beslag op de bronzen medaille. Tijdens de Olympische Winterspelen van 2018 in Pyeongchang eindigde Richardsson als zevende op de 50 kilometer klassieke stijl, als elfde op de 15 kilometer vrije stijl en als veertiende op de 30 kilometer skiatlon. Samen met Jens Burman, Marcus Hellner en Calle Halfvarsson eindigde hij als vijfde op de estafette.
In Seefeld nam hij deel aan de wereldkampioenschappen langlaufen 2019. Op dit toernooi eindigde hij als vijftiende op zowel de 30 kilometer skiatlon als de 50 kilometer vrije stijl, op de 15 kilometer klassieke stijl eindigde hij op de 21e plaats.

## Resultaten

### Olympische Winterspelen
| Jaar | Plaats      | Resultaten                                                                                     |
| ---- | ----------- | ---------------------------------------------------------------------------------------------- |
| 2010 | Vancouver   | 22e 15 km vrije stijl · 23e 30 km achtervolging · 7e 50 km klassieke stijl · 4x10 km estafette |
| 2014 | Sotsji      | 15 km klassieke stijl · 7e 30 km skiatlon · 8e 50 km vrije stijl · 4x10 km estafette           |
| 2018 | Pyeongchang | 11e 15 km vrije stijl 14e 30 km skiatlon 7e 50 km klassieke stijl 5e 4x10 km estafette         |

### Wereldkampioenschappen
| Jaar | Plaats        | Resultaten                                                                                     |
| ---- | ------------- | ---------------------------------------------------------------------------------------------- |
| 2009 | Liberec       | 20e 15 km klassieke stijl 30e 50 km vrije stijl 6e 4x10 km estafette                           |
| 2011 | Oslo          | 42e 15 km klassieke stijl · 27e 30 km achtervolging · 7e 50 km vrije stijl · 4x10 km estafette |
| 2013 | Val di Fiemme | 10e 15 km vrije stijl · 18e 30 km skiatlon · 10e 50 km klassieke stijl · 4x10 km estafette     |
| 2015 | Falun         | 13e 15 km vrije stijl · 9e 50 km klassieke stijl · 4x10 km estafette                           |
| 2017 | Lahti         | 13e 15 km klassieke stijl · 23e 30 km skiatlon · 4x10 km estafette                             |
| 2019 | Seefeld       | 21e 15 km klassieke stijl 15e 30 km skiatlon 15e 50 km vrije stijl                             |

### Wereldbeker
| Legenda | Legenda            |
| ------- | ------------------ |
| TdS     | Tour de Ski        |
| NO      | Nordic Opening     |
| LT      | Lillehammer Triple |
| RT      | Ruka Triple        |
| WBF     | Wereldbekerfinale  |
| STC     | Ski Tour Canada    |
| ST      | Ski Tour           |

Eindklasseringen
| Seizoen   | Algm  | DI     | SP  | TdS |
| --------- | ----- | ------ | --- | --- |
| 2005/2006 | 120e  | 82e    | -   | -   |
| 2007/2008 | 112e  | 83e    | 89e | 47e |
| 2008/2009 | 50e   | 35e    | -   | 23e |
| 2009/2010 | 17e   | 18e    | 83e | 8e  |
| 2010/2011 | Brons | Zilver | 23e | 9e  |
| 2011/2012 | 38e   | 30e    | -   | DNF |
| 2012/2013 | 24e   | 21e    | 92e | 13e |
| 2013/2014 | 8e    | Brons  | 98e | 19e |
| 2014/2015 | 14e   | 16e    | -   | 10e |
| 2015/2016 | 64e   | 41e    | -   | -   |
| 2016/2017 | 33e   | 24e    | -   | 24e |
| 2017/2018 | 17e   | 16e    | -   | 8e  |
| 2018/2019 | 62e   | 40e    | -   | 28e |
| 2019/2020 | 49e   | 41e    | -   | -   |

Wereldbekerzeges
| Datum            | Plaats  | Onderdeel                          |
| ---------------- | ------- | ---------------------------------- |
| 7 januari 2010   | Toblach | 10 km klassieke stijl TdS          |
| 19 februari 2011 | Drammen | 15 km klassieke stijl              |
| 8 maart 2014     | Oslo    | 50 km klassieke stijl (massastart) |